# Amt Usedom-Nord
Amt Usedom-Nord – niemiecki związek gmin leżący w kraju związkowym Meklemburgia-Pomorze Przednie, w powiecie Vorpommern-Greifswald. Siedziba związku znajduje się w miejscowości Zinnowitz.
W skład związku wchodzi pięć gmin wiejskich (Gemeinde):
1. Karlshagen
2. Mölschow
3. Peenemünde
4. Trassenheide
5. Zinnowitz